# Death (tegneseriefigur)
Death er en fiktiv figur fra DC Comics’ tegneserier “The Sandman” (1988 – 1996). Hun blev skabt af “Sandman”-forfatter Neil Gaiman og blev givet visuelt liv af illustratorerne Mike Dringenberg og Malcolm Jones III.